# Association des jeux du Commonwealth de Guernesey
Association des jeux du Commonwealth de Guernesey , en anglais Guernsey Commonwealth Games Association (GCGA) est l’organisme de bienfaisance qui est responsable du mouvement des Jeux du Commonwealth dans la dépendance de la Couronne britannique de Guernesey.
Guernesey ne possède pas de comité national olympique puisque les athlètes concourent sous la bannière de l'association olympique britannique (Team GB), comme c'est le cas avec le sportif Dale Garland ou le cavalier champion olympique Carl Hester.
L'association est charge de représenter la nation auprès des instances des jeux du Commonwealth et de préparer la délégation des athlètes aux compétitions. Elle collabore également avec la commission des sports de Guernesey qui est un organisme de bienfaisance créé en 2004 chargée de développer et de promouvoir le sport et l'activité physique dans l'archipel. 

## Historique
En 1968, Owen Le Vallee est membre fondateur de la Guernsey Commonwealth Games Association et il est en le secrétaire et le président pendant plus de 30 ans. Il a participé à 8 Jeux du Commonwealth, dont 6 en tant que responsable général de l’équipe de Guernesey et chef de mission pour les Jeux à Victoria (Canada) en 1994 et à Kuala Lumpur (Malaisie) en 1998. En 1982, il a été élu au Comité du programme sportif de la Fédération des Jeux du Commonwealth et a siégé à son comité exécutif international pendant 10 ans. Pour ses services sportifs à Guernesey, il a été honoré par sa nomination en tant que vice-président à vie de la Guernsey Commonwealth Games Association, membre à vie du Guernsey Athletics Club et du Sarnia Walking Club.
Guernesey participe aux Jeux du Commonwealth depuis les Jeux de 1970 à Édimbourg

## Associations membres
- Tir sportif : Guernsey Air Rifle Association, Guernsey Clay Target Shooting Club, Guernsey Pistol Club, Guernsey Rifle Club, Guernsey Small Bore Rifle Club
- Athlétisme : Guernsey Island Amateur Athletics Club, Sarnia Walking Club
- Triathlon : Guernsey Triathlon LBG
- Boxe : Amalgamated Boys Club
- Bowling, Boulingrin (jeu) : Guernsey Ten Pin Bowling Association, Bowls Guernsey Association
- Cyclisme : Guernsey Velo Club
- Judo : Guernsey Judo
- Natation : Guernsey Amateur Swimming Association
- Sports de raquette
  - Badminton : Guernsey Badminton Association
  - Tennis : Guernsey Lawn Tennis
  - Squash : Guernsey Squash & Racketball Association
  - Tennis de table : Guernsey Table Tennis Association